# Aeroportul Național Rolla
Aeroportul Național Rolla (IATA: VIH, ICAO: KVIH, FAA LID: VIH) este un aeroport din Missouri, Statele Unite ale Americii ce deservește zona Rolla⁠(d). A fost numit după zona deservită.
Situat la o altitudine de 350 m, aeroportul dispune de 2 piste.

## Infrastructură

### Piste
Aeroportul dispune de 2 piste. Pista 04/22 are suprafața de asfalt și dimensiunile 5.500 picioare × 100 picioare. Pista 13/31 are suprafața de asfalt și dimensiunile 5.500 picioare × 100 picioare. 